# Еволюція риб
Еволюція риб почалася близько 530 мільйонів років тому під час Кембрійського вибуху. Саме в цей час у ранніх хордових сформувалися хорда, череп і хребетний стовп, що призвело до появи перших черепних і хребетних тварин. Перші риб'ячі гілки належали до Agnatha, або безщелепних риб. До ранніх прикладів можна віднести хайкоуіхтіса. Наприкінці Кембрію вперше з'явилися вугроподібні безщелепні риби — конодонти, а також маленькі панцирні риби, відомі як остракодерми. Більшість безщелепних риб зараз вимерли, але сучасні міногоподібні, можуть бути наближеними до давніх дощелепних риб. Міногові належать до ряду круглороті, до якого відносяться і сучасні міксини, і ця група, можливо, рано відокремилась від решти інфратипу Agnatha.

## Походження риб
Риби є найпримітивнішими таксонами підтипу Черепні (Craniata). Цей підтип раніше називався Хребетні (Vertebrata), але в 1981 році Філіпп Жанвьє показав, що найпримітивнішим членам цього таксона притаманний череп, але не притаманні (або притаманні в рудиментарній формі) хребці. Таким чином, даний підтип об'єктивніше буде називати Craniata. Назва Vertebrata зараз використовується для визначення підмножини Craniata, що, наряду з черепом, мають також і хребцеві елементи.

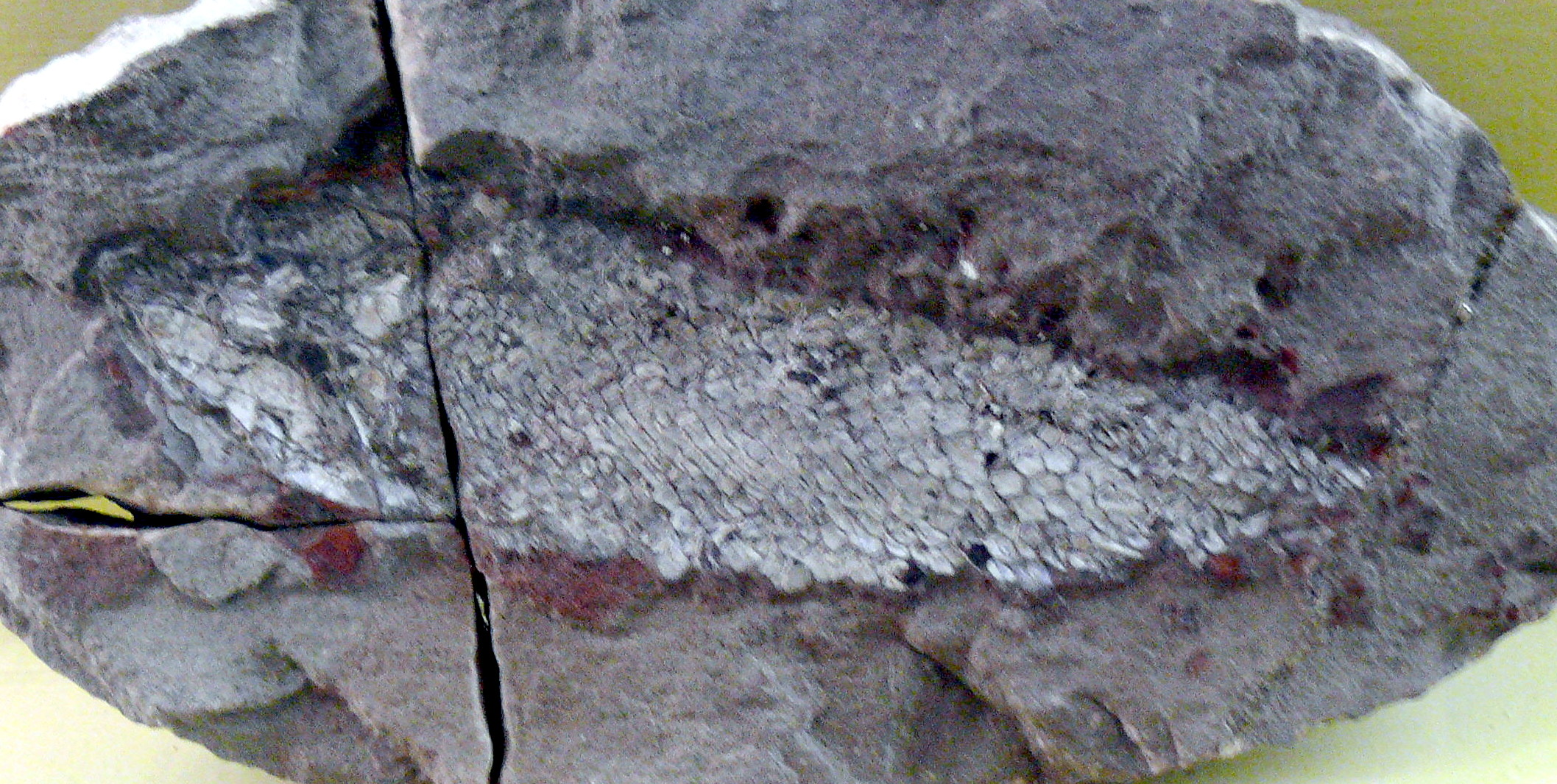
Викопні рештки примітивної риби Osteolepis macrolepidotus, що жила в середині девонського періоду близько 300 млн р. тому. Оркнейські острови (Велика Британія).

Дві нещодавно (в 1999 р.) знайдені в Китаї викопні пра-риби стали найдавнішими відомими істотами надкласу Pisces — ці знахідки датуються раннім кембрієм, близько 530 мільйонів років тому. Ці ранні форми є прямими або опосередкованими попередниками взагалі майже всіх хребетних, і їхня знахідка свідчить, що хребетні брали участь у «вибуху» біорізноманіття тканинних організмів (Animalia) в кембрії. Обидві викопні рештки є невеликими за розміром (25 та 28 міліметрів), і містять хрящовий череп, від п'яти до дев'яти пар зябрових міхурів, велике серце позаду останньої пари зябрових міхурів, нотохорд, зигзагоподібні блоки м'язів (міомери) та спинний плавець (одна з двох знахідок), підтримуваний плавцевими променями. Одна з істот, Myllokunmingia, визнана загальним попередником всіх черепних, окрім міксин. Інша істота, Haikouichthys, визначена як близький родич міног. На відміну від більшості інших безщелепних риб, ці ранні форми не мали луски, або захисту зі шкіряних кісткових пластин.
Інші нещодавні палеонтологічні знахідки свідчать, що Черепні та Хребетні були досить різноманітними вже в ордовику (450 мільйонів років тому), і серед них були як безщелепні форми (типу сучасних міног), так і щелепні. Незважаючи на наявність щелепних форм вже в ордовику, безщелепні риби були домінуючою формою аж до силурійського періоду.

## Сучасні безщелепні
Міксини (Myxini) та міноги (Petromyzontidae) є сучасними групами рибоподібних, що їх відносять до безщелепних. Перші їхні викопні рештки відомі із шарів віком 300 та 330 мільйонів років відповідно. Базуючись на структурних особливостях їхніх міхуроподібних зябер та на кількох інших характеристиках, об'єднання цих двох таксонів (Круглороті) раніше вважалося монофілетичним (таким, що містить їхнього спільного предка і всіх його нащадків), але у 2002 році було доведено, що це об'єднання парафілетичне. Відповідно до існуючих гіпотез, міксини та міноги є реліктовими давніми групами хребетних з великою кількістю примітивних рис в будові організму (відсутність щелеп, парних плавців, будова зябер у вигляді міхурів, наявність зовнішньо-стравоходного каналу, один напівкруглий канал у внутрішньому вусі тощо). Відповідно до сучасних теорій, примітивна будова тіла представників цих класів є наслідком їхнього давнього походження, а не вторинного спрощення завдяки притаманному ним зараз способу життя — паразитизму або харчуванню падлом.

## Сучасні щелепні риби
Щелепні риби (Gnathostomata) мають справжні щелепи, парні плавці, внутрішнє вухо з трьома напівкруглими каналами та зяброві дуги. Попри появу перших щелепних риб ще в ордовику, вони займали підлегле положення аж до девону. Таким чином, щелепні риби та безщелепні існували понад 100 мільйонів років в стані екологічної переваги безщелепних, на відміну від теперішнього часу.
Щелепні риби, як і безщелепні, зараз представлені двома класами: хрящові (Chondrichthyes) та кісткові (Osteichthyes).
Сучасні хрящові риби складаються з двох великих груп — Holocephali (або хімери), та Elasmobranchii, куди входять акули та скати. Загалом зараз існує 900—1000 видів хрящових риб.
Своєю чергою, кісткові риби поділяються на два підкласи: кистеперих (представлені двома видами роду Latimeria) та променеперих (решта риб).